# Yumileidi Cumbá
Yumileidi Cumbá, född den 11 februari 1975 i Guantánamo, är en kubansk friidrottare som tävlar i kulstötning.
Cumbás genombrott kom då hon 1994 blev tvåa via VM för juniorer. Hon deltog vid VM 1995 i Göteborg men tog sig inte vidare till finalen. Samma sak hände vid hennes första olympiska start, vid Olympiska sommarspelen 1996 i Atlanta. Vid VM 1999 tog hon sig vidare till finalen men slutade där på sjätte plats. Hennes längsta stöt nådde 18,44. Samma placering blev det vid Olympiska sommarspelen 2000 i Sydney där hon som längst stötte 18,70. Vid VM 2001 i Edmonton slutade hon på åttonde plats med en stöt på 18,73. Under 2001 deltog hon även vid Universiaden i Peking där hon vann med en stöt på 18,90.
Efter att helt ha misslyckats vid VM 2003 i Paris där hon inte tog sig vidare till finalen blev 2004 hennes främsta år. Dels noterade hon ett personligt rekord med ett kast på 19,97 och dels vann hon olympiskt guld vid Olympiska sommarspelen 2004 i Aten. 
Efter framgångarna 2004 har hon inte nått upp till samma nivå. Vid VM 2005 i Helsingfors slutade hon sexa och vid VM 2007 i Osaka blev det en tolfte plats. Hennes fjärde olympiska spel i Peking 2008 blev en besvikelse då hon åkte ut i kvalet.